# Żochowo (województwo pomorskie)
Żochowo (kaszb. Żochòwò, niem. Sochow) – wieś w Polsce położona w województwie pomorskim, w powiecie słupskim, w gminie Potęgowo przy drodze krajowej nr .
| SIMC    | Nazwa    | Rodzaj    |
| ------- | -------- | --------- |
| 1014955 | Żochówko | część wsi |

W latach 1975–1998 miejscowość należała administracyjnie do województwa słupskiego.